# Aéroport de Yichun-Mingyueshan
L'aéroport de Yichun-Mingyueshan (code IATA : YIC • code OACI : ZSYC) est un aéroport desservant la ville de Yichun, dans la province du Jiangxi, en Chine. Il est situé dans la ville de Hutian, dans le district de Yuanzhou. Seul aéroport dans l'ouest du Jiangxi, il dessert également les villes voisines de Pingxiang et Xinyu, pour un bassin de population totale de 10 millions d'habitants. Il est nommé d'après Mingyueshan (la Montagne de la Lune), un parc national de forêt près de Yichun. La construction de l'aéroport a commencé le 26 juillet 2009. Initialement prévue en 2011, l'aéroport a été effectivement ouvert le 26 juin 2013.

## Installations
L'aéroport dispose d'une piste de 2 400 mètres de long et 45 mètres de large (classe 4C), et un terminal de 6 000 mètres carrés. Il est conçu pour accueillir 200 000 passagers et 1 200 tonnes de fret par an d'ici 2020.

## Compagnies aériennes et destinations
| Compagnies               | Destinations                                                     |
| ------------------------ | ---------------------------------------------------------------- |
| Beijing Capital Airlines | Sanya-Phénix, Xi'an-Xianyang                                     |
| Lucky Air                | Kunming-Changshui, Shanghai-Hongqiao                             |
| Shenzhen Airlines        | Pékin-Capitale, Canton-Baiyun, Qingdao-Jiaodong, Shenzhen-Bao'an |
| Sichuan Airlines         | Chengdu-Shuangliu, Xiamen-Gaoqi                                  |

Édité le 03/02/2018